# Stazione di Nogent-sur-Marne
La stazione di Nogent-sur-Marne (in francese Gare de Nogent-sur-Marne) è una stazione ferroviaria situata nel comune di Nogent-sur-Marne, nel dipartimento della Valle della Marna.

## Storia
ULa stazione fu attivata il 14 dicembre 1969.

## Movimenti
La stazione è servita dai treni della Linea RER A.